# Norton (Virginie-Occidentale)
Pour les articles homonymes, voir Norton.
Norton est une census-designated place située dans le comté de Randolph, dans l’État de Virginie-Occidentale, aux États-Unis. Lors du recensement de 2020, elle comptait 336 habitants.